# Belnord Apartments
El Belnord Apartments  es un edificio de apartamentos histórico ubicado en Nueva York, Nueva York. El Belnord Apartments se encuentra inscrito  en el Registro Nacional de Lugares Históricos desde el 23 de abril de 1980. 

## Ubicación
El Belnord Apartments se encuentra dentro del condado de Nueva York en las coordenadas 40°47′18″N 73°58′34″O / 40.788333, -73.976111.